# Jock Cunningham
Jock Cunningham (Coatbridge, 1903 - 1984) fue un voluntario británico de las Brigadas Internacionales en la guerra civil española, durante la cual alcanzó el grado de capitán. 
Minero de profesión y miembro del Partido Comunista de Gran Bretaña, protagonizó diversos enfrentamientos y acciones sindicales, como una marcha de obreros parados en Brighton en 1933. 
En la Guerra de España, pasó por varias unidades militares: en la 1 ª Compañía y en la compañía de ametralladoras del batallón Comuna de París, integrado en la XI y XIV Brigada Internacional, sucesivamente. Combatió en la batalla de Lopera, y más tarde, dentro de la reorganización de las unidades internacionales, se incorporó al batallón Británico con el que participó en la batalla del Jarama, dentro de las operaciones de la defensa de Madrid. En Jarama asumió el mando del batallón al resultar herido su comandante y amigo, Tom Wintringham. Finalmente él también fue herido en la batalla, donde las unidades internacionales sufrieron considerables bajas. Tras recuperarse de sus heridas y permanecer unos meses más en España, en el verano de 1937 regresó a su país.